# Rick Hansen

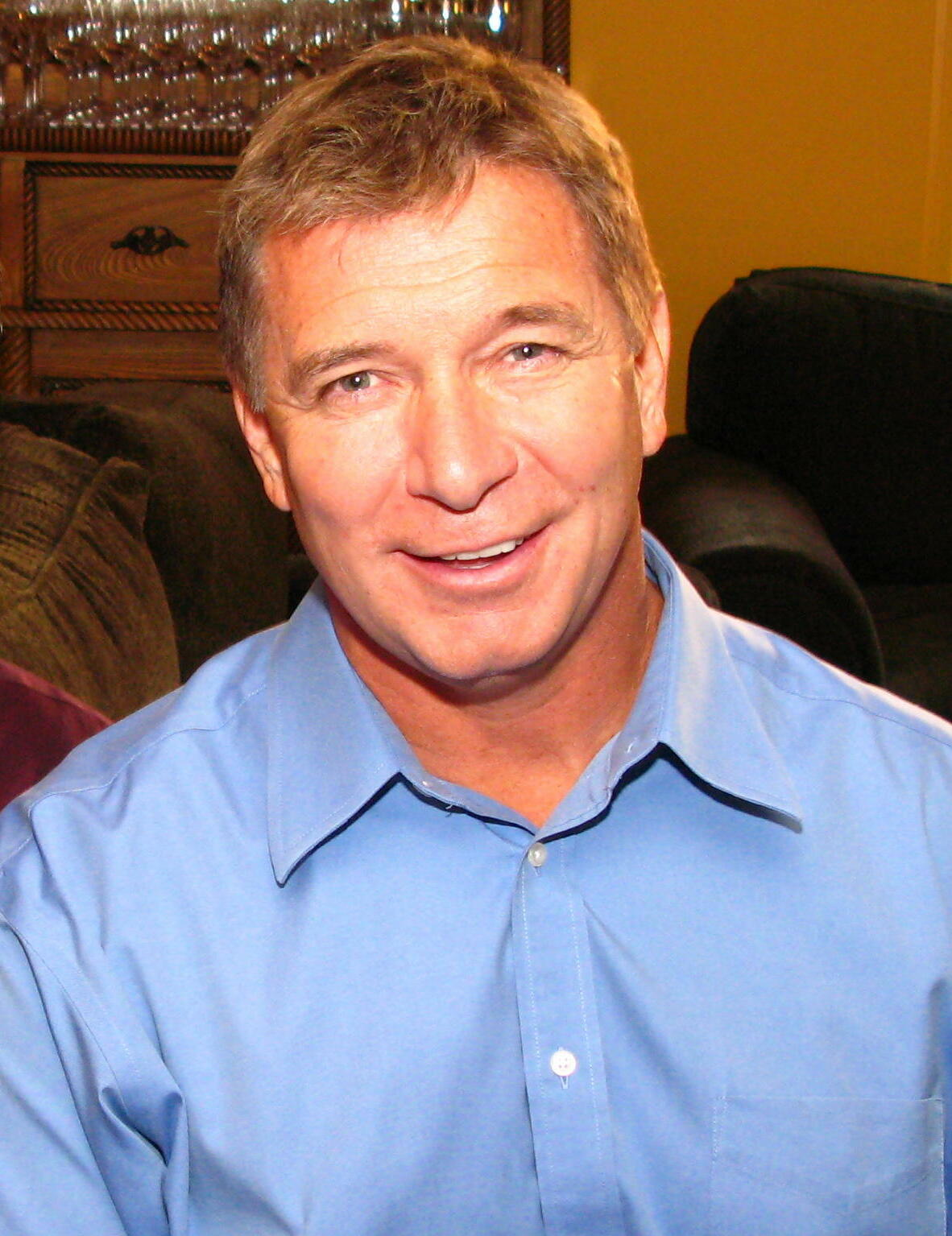
Rich Hansen em agosto de 2008.

Richard M. Hansen (Port Alberni 26 de agosto de 1957) é um paratleta canadense,
ativista e filantropo para pessoas com deficiência. Após um acidente de caminhão aos quinzes anos, Hansen sofreu uma lesão medular e ficou paraplégico. Hansen é mais famoso por seu Man in Motion World Tour. Ele foi introduzido no Hall da Fama dos esportes do Canadá em 2006. Ele foi um dos portadores finais nos Jogos Olímpicos de Inverno de 2010. Ele foi perfilado e discursou durante a cerimônia de abertura dos Jogos Paralímpicos de Inverno de 2010. Foi condecorado com a Ordem do Canadá.

## Anos iniciais
Nascido em Port Alberni, British Columbia, Rick Hansen cresceu em Williams Lake, British Columbia. Foi um jovem atleta que venceu todas os prêmios em cinco esportes. Ele tornou-se paralítico  com a idade de 15 quando estava na parte de trás de um caminhão com seu amigo, e repente o caminhão desviou-se e bateu em uma árvore. Ele caiu com o impacto e ficou com uma lesão na medula espinhal. Ele trabalhou na reabilitação, completou o ensino médio, em seguida, tornou-se o primeiro aluno portador de deficiência física a fazer pós-graduação em educação física pela Universidade de British Columbia. Hansen ganhou campeonatos nacionais em equipes de voleibol e basquetebol de cadeira de rodas. Ele passou a se tornar um campeão mundial da classe maratonista cadeira de rodas e um atleta paraolímpico. Ele competiu em corridas de cadeira de rodas em ambos os Jogos Paraolímpicos de Verão de 1980 e 1984, ganhando um total de três medalhas ouro, duas de prata e uma de bronze. Hansen ganhou 19 maratonas de cadeira de rodas internacionais, incluindo três campeonatos mundiais. Hansen teve uma relação muito próxima com a sua família, especialmente com seu pai e avô, com quem ele gostava de viajar para pescar.

## Man in Motion World Tour

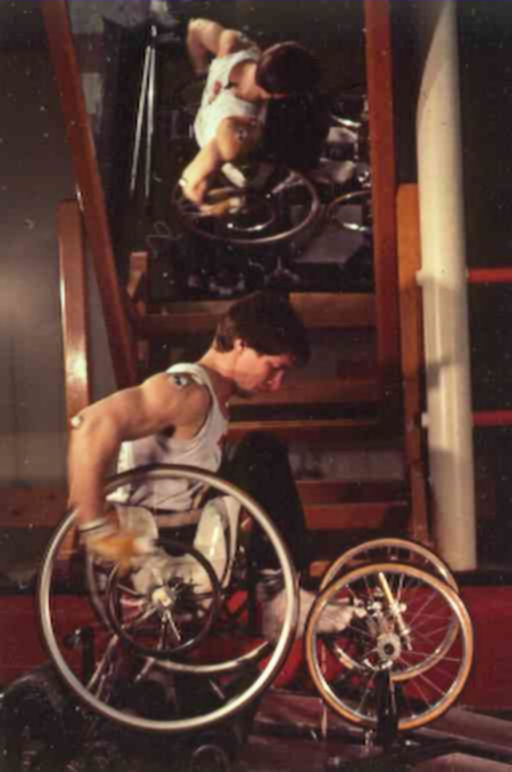
Em UBC Biomechanics Lab, preparando-se para turnê

Em 1980, o também britânico colombiano e atleta canadense Terry Fox, que tinha perdido uma perna por causa de câncer no osso, empreendeu a Maratona da Esperança (Marathon of Hope), com a intenção de realizar uma tour em todo o Canadá de Newfoundland até Vancouver Island para aumentar a consciência sobre o câncer. Ele St. John, Terra Nova, a Thunder Bay, Ontario, antes de uma recorrência do câncer obrigou-o a parar, cerca de metade do caminho da sua jornada. Inspirado pela coragem de Terry, Hansen decidiu empreender uma viagem semelhante para provar o potencial das pessoas com deficiência e para inspirar um mundo mais acessível. Mas seu caminho planejado era muito mais ambicioso: ele planejou dar a volta ao mundo em sua cadeira de rodas.

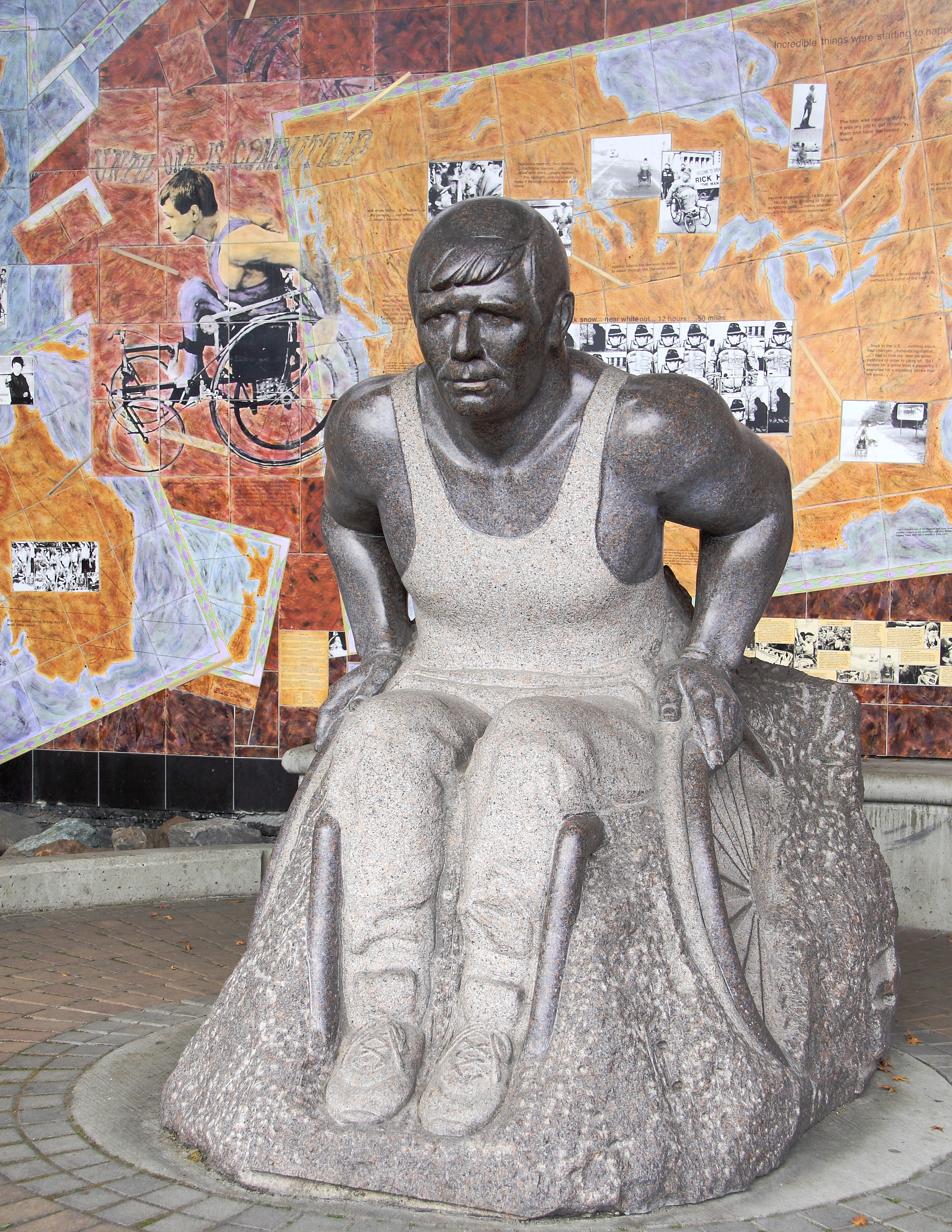
Estátua de Rick Hansen em honra a sua Main in Motion World Tour em Rogers Arena, Vancouver.

Ele iniciou sua Man in Motion World Tour em 21 de março de 1985 em Oakridge Mall, Vancouver. Embroa a atenção do público foi baixa no início da turnê, ele logo atraiu atenção da mídia internacional após 26 meses, percorrendo mais de 40,000 km através de 34 países e quatro continentes antes da volta no Canadá. Ele retornou a Vancouver no dia 22 de maio de 1987, e se apresentou no BC Place Stadium após arrecadar $26 milhões para pesquisa de medula espinhal e iniciativas de qualidades de vida. Como Terry Fox, ele foi saudado como herói.
Atualmente, sua cadeira de rodas e outros itens associados a Man in Motion World Tour estão preservados no BC Sports Hall of Fame and Museum. A canção "St. Elmo's Fire (Man in Motion)" foi escrita em sua honra pelo David Foster, produtor musical e compositor canadense e John Parr, músico britânico. Foi cantada por Parr para a trilha sonora do filme St. Elmo's Fire. A música foi número #1 da Billboard Hot 100 dos Estados Unidos em setembro de 1985.
Heart of a Dragon é um filme baseado na Man in Motion Tour. Vinte anos atrás, Michael French com sua equipe viajou de Vancouver, British Columbia a Pequim, e documentaram a entrada de Hansen em Pequim saudado por 1 milhão de chineses.

## Pós-tour

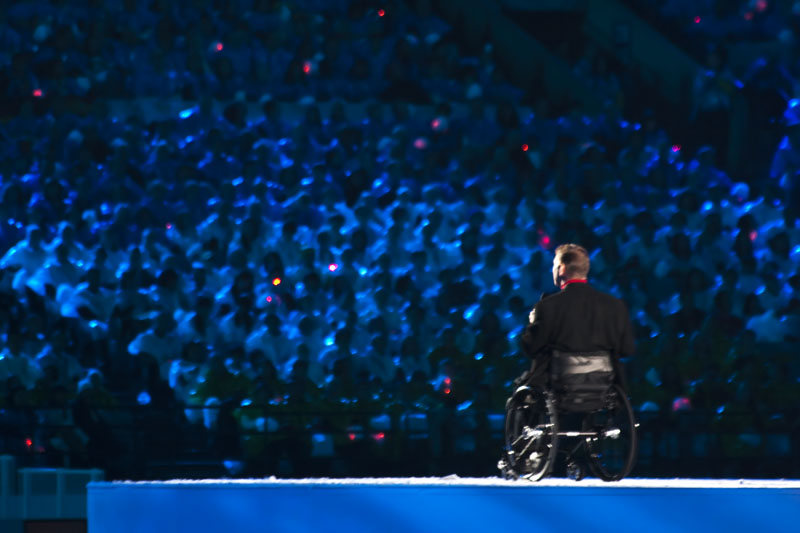
Hansen discursando no BC Place Stadium, durante a Cerimônia de abertura dos Jogos Paraolímpicos de Inverno de 2010.

### Rick Hansen Foundation
A Fundação de Rick Hansen foi criada em 1988, após a conclusão da sua turnê, para continuar levantando fundos e consciência sobre as pessoas com deficiência. Durante 30 anos, a Fundação tem trabalhado para melhorar ativamente a vida das pessoas com deficiência, mudar as percepções e quebrar barreiras.
Além disso, a Fundação opera três programas principais. O Programa Escola Rick Hansen que é projetado para estudantes de notas de um a doze, e ensina a inclusão, liderança e a sensibilização para os deficientes.  Enquanto isto, uma ferramenta online de viagens relacionadas com a acessibilidade e avaliações dos consumidores chamada PLANAT foi lançada em 2011. A Fundação também oferece Qualidade de Vida, que garante subvenções aos destinatários todos os anos.
Durante 2011 e 2012, a Fundação também foi parte de uma excursão através do Canadá chamada Rick Hansen 25 Aniversário Relé que seguiu o mesmo caminho da original Man in Motion World Tour, cerca de 25 anos após o seu início.

### ICORD, Blusson Spinal Cord Centre e Rick Hansen Instituto
Hansen foi creditado como "a força motriz" para o desenvolvimento dos 48 milhões de dólares levantados pela Colaboração Internacional dos Descobrimentos de Reparação (ICORD), uma rede de informação projetada para monitorar e gravar "melhores práticas" no tratamento da medula espinhal em todo o país e internacionalmente . ICORD também mantém a Rick Hansen Spinal Cord Injury Registry, permitindo que os médicos e especialistas de todo o país para compartilhar informações vitais sobre o que funciona eo que não funciona para tipos específicos de lesões na medula espinhal.
ICORD está localizada no Blusson Spinal Cord Centre, que é também a casa da Brenda e David McLean Integrated Spine Clinic, que oferece atendimento ambulatorial para pessoas com lesões na medula espinhal ou doenças da coluna vertebral, bem como o Rick Hansen Instituto.
A província tem contribuído com $ 17,25 milhões para pesquisa de lesão medular e qualidade de vida: $ 2,25 milhões para o B.C. Leadership Chair in Spinal Cord Research no Instituto do Hansen e US$ 15 milhões para a fundação de Rick como apoio pelo seu trabalho em curso.

### Outras atividades
Hansen é um apoiante da conservação do esturjão. Hansen contribuíu para o Fraser River Sturgeon Conservation com o dinheiro ganho a partir do livro Tale of the Great White Fish. Além disso, ele atuou como presidente tanto para a Fraser River Sturgeon Conservation Society e o Pacific Salmon Endowment Fund Society, ajudando a restaurar e proteger as populações de esturjão e salmão em British Columbia.
Hansen ganhou um diploma de bacharel em educação física em 1986 pela Universidade de British Columbia, Vancouver. Hansen é co-autor de dois livros: o autobiográfico Rick Hansen: Man in Motion, escrito com Jim Taylor (publicado em 1987, ISBN 0-88894-560-4), e o livro de auto-ajuda Going the Distance: 7 steps to personal change, escrito com Dr. Joan Laub.

## Vida pessoal
Hansen e sua esposa Amanda Reid conheceram-se durante a Man in Motion World Tour onde ela foi sua fisioterapeuta. Ele se casaram em 1987 e tem três filhas.